# قلم‌مو
قلم‌مو یکی از ابزارهای نقاشی یا رنگرزی است.
قلم‌موها را می‌توان از چند نظر بررسی کرد:
- از نظر طرز قرار گرفتن الیاف: به گونه‌های بادبزنی، تخت و گرد تفکیک می‌شود
- از نظر کاربرد: به قلم‌موهایی که برای رنگ روغن و دیگری قلم‌هایی که برای آبرنگ به کار می‌رود تقسیم کرد.
- از نظر اندازه: برای اندازه‌های گوناگون قلم‌مو شماره‌هایی قراردادی تعیین می‌شود. از متداول‌ترین و پرمصرف‌ترین قلم‌موهای مورد استفاده در سبک رنگ روغن قلم‌موهای ۴، ۸، ۱۲ هستند.
- از نظر جنس موها: قلم‌موها از موی جانوران یا الیاف مصنوعی پلاستیکی ساخته می‌شوند. قلم‌موهایی که از موی دُم سمور ساخته می‌شوند کیفیت خوبی دارند و حالت فنری و انعطاف‌پذیری و نوک تیز آن‌ها برای نقاشی آبرنگ و رنگ روغن مناسب است. این قلم‌موها توانایی بالاتری برای جذب آب دارند.[۱]

انواع قلمو
غالب قلم موها شکل تغییر یافته‌ای از قلم موی تخت و قلم موی گرد هستند.
قلموی سرکج
نمونهٔ تغییر یافته‌ای از قلم موی تخت که یک اهرم دوم به صورت زاویه ای بر روی الیاف آن ایجاد شده. این ویژگی به نقاش کمک می‌کند تا در انحنا بخشیدن یا سایه زدن حواشی و نواحی ظریف، آزادانه عمل کند. آزادی ای که این قلم مو برای تغییر زاویه به نقاش می‌دهد، فرصت مناسبی را برای رنگ آمیزی و ایجاد بافت‌های متنوع و حرکت آزاد تر حین رنگ آمیزی ایجاد می‌کند.
قلموی چابک یا برایت
این قلم مو هم نمونه ای از قلم موهای سر تخت هست که موهای کوتاهی دارد. معادلی که برای آن به کار می‌رود قلم موی سر تخت ساده یا قلم موی چابک می‌باشد. این قلم مو بافت زیادی ندارد و اصولاً برای خطوط و بافتی به کار نمی‌رود که نیاز باشد حتماً رنگ زیادی را مکیده و نگه دارد. با این قلم مو می‌توان ضربه‌های کوتاه و کنترل شده‌ای را انجام داد و خطوطی با رنگ دانهٔ زیاد یا کم را در لحظه و به‌طور متوالی ایجاد کرد. از این قلم مو برای رنگ برداری جزئی هم می‌توان استفاده کرد. این خاصیت رنگ برداری حین کار با آبرنگ اهمیت بیشتری پیدا می‌کند. چون حین نقاشی آبرنگ، امکان اشتباه کمتر است و سعی بر آن است تا لایه‌های کمتری را درست کرده و طرح، بی نقص و تمیز به نظر برسد.
قلم موی تخت
قلم موی تخت، بافت ضخیم و سنگین تری نسبت به انواع دیگر قلم موی تخت دارد. این قلم مو بیشتر برای ضربه‌ها و بافت‌هایی که باید در سطح وسیع اعمال شوند کاربرد دارد. قلم موی تخت در حواشی کار و زاویه‌ها یا برای کشیدن بافت‌هایی در سطح وسیع و با حجم زیاد رنگ کاربرد دارد.
قلم موی زبان گربه ای یا فیلبرت
این قلم مو نمونهٔ تغییر یافته‌ای از قلم موی تخت است که برای محو کردن خطوط قوی یا با رنگ دانهٔ بالا، زمانی که هنوز خطوط خشک نشده‌اند کاربرد دارد. این قلم مو به خاطر بافتی که دارد به نقاش اجازه می‌دهد تا در حالت مرطوب هم از این قلم مو برای ایجاد بافت‌های متفاوت استفاده کند. این قلم مو به جای گوشه‌های تند قلم موی تخت، گوشه‌های منحنی شکل دارد که باعث می‌شود بافت‌ها، خطوط ظریف و نرم و منحنی شکلی را به راحتی ایجاد کنند.
قلم موی واش
قلم موی واش یا رنگبر، برای برداشتن یکدست رنگ و آب اضافهٔ روی نقاشی استفاده می‌شود، همچنین می‌توان به کمک این قلم مو سطوح وسیع را به‌طور یکدست و نازک رنگ آمیزی کرد. این قلم مو بافت آزاد و زیادی دارد و می‌تواند تسلسل و توالی را برای رنگ آمیزی یکدست ایجاد کند. این ویژگی، هنگام نقاشی با آبرنگ اهمیت زیادی پیدا می‌کند. معمولاً زیر سازی‌ها و رنگ آمیزی اولیهٔ آبرنگ با این قلم مو انجام می‌شود.
قلم موی تک ضربی
این قلم مو برای ترکیب حجمی از رنگ، صرفاً با یک ضرب و ایجاد بافت‌های جدید و متفاوت مورد استفاده قرار می‌گیرد. از این قلم مو می‌توان هم برای نقاشی‌های سبک و ظریف مثل نقاشی آبرنگی و هم برای ترکیب رنگ‌های خمیری و با حجم زیاد مثل رنگ روغن استفاده کرد، و به خاطر بافت تخت این قلم مو، می‌توان بافت‌های یکدست و وسیع را به زوایا و انحنای ظریف و باریک منتهی کرد.
قلم موی لاینر
این قلم مو با قلم موی لاینر یا rigger اصولاً متفاوت است. قلم موی خط‌کشی یا لاینری که بیشتر هم شناخته شده، تغییر یافتهٔ قلم موهای گرد است و این قلم مو تغییر یافته‌ای از قلم موهای تخت. با هر دوی این قلم موها می‌توان خطوط باریک را ممتد و ادامه‌دار کشید، بدون این که نیازی باشد قلم مو را از روی بوم یا کاغذ برداشت، چون این قلم مو به خاطر بافت زیاد و طولانی خود، می‌تواند رنگ زیادی را نگهداری کند. این قلم مو برای کشیدن خطوط مستقیم و صاف و طولانی در ابعاد ظریف کاربرد دارد، علاوه بر همهٔ این‌ها به نقاش کمک می‌کند تا خطوط تداوم پیدا کنند. این قلم مو برای کشیدن جزئیاتی مثل سبزه‌ها و شاخ و برگ درختان کاربرد دارد.
قلم موی فن یا بادبزنی
وقتی این قلم مو بافت زیادی داشته باشد و انحنای آن تخت نباشد، کاربرد قلم موی محو کن را پیدا می‌کند. چیزی شبیه به قلم موهای آرایشی که برای کرم پودر و رژ گونه استفاده می‌شود. نمونه‌های باریک این قلم مو که ظریف تر هستند، بیشتر برای کشیدن گیاهان و درختان و بوته‌ها استفاده می‌شوند. قلم موی بادبزنی همچنین برای ترکیب یکدست و خالص رنگ‌ها کاربردی هست.
قلم موهای دکوراتیو یا رنگ آمیزی ساختمان
این قلم موها معمولاً در ابعاد بزرگ‌تری ساخته می‌شوند و برای استفاده‌های غیر هنری مانند رنگ آمیزی ساختمان مورد استفاده قرار می‌گیرند. این قلم موها شباهت زیادی به قلم موی تخت دارند و بر اساس عرض الیاف شماره گذاری می‌شوند. این شماره گذاری می‌تواند برحسب میلی‌متر یا اینچ باشد.
برخی شماره‌های رایج قلم موهای رنگ آمیزی ساختمان:
بر حسب میلی‌متر:10 mm, 20 mm, 40 mm, 50 mm, 60 mm, 70 mm, 80 mm, 90 mm, 100 mm.
بر حسب اینچ: 1/8 in,1/4 in, 3/8 in, 1/2in, 5/8 in, 3/4 in, 7/8 in, 1 in, 1 1/4 in, 1 1/2 in, 2 in, 2 1/2 in, 3 in, 3 1/2 in, 4 in.
قلم‌موی مورد استفاده در نگارگری از نوع نرم و مناسب برای آبرنگ است. نگارگران ایرانی برای قلم‌گیری و صورت‌سازی از قلم‌مویی که از موی گربه ساخته شده، استفاده می‌کنند، این قلم‌موها خود بر دو نوعند: گندمی و شمشیری (نیزه‌ای) قلم‌موی گندمی برای پرداز و قلم موی شمشیری برای قلم‌گیری بکار می‌رود.
از نکات مهم در استفاده از قلم‌مو توجه به ترکیب کردن رنگ‌ها و استفاده از رنگ‌های مناسب برای زمینه‌است. جهت دادن به قلم‌مو باعث دادن حجم به تصویر می‌شود و آن را از مسطح بودن درمی‌آورد.
اگر هدف نگارگر رنگ زدن به سطح وسیعی باشد از قلم‌موی دارای سر مربعی شکل و اگر هدفش رنگ کردن بخش کوچکی از یک طرح باشد از قلم‌موی سر گرد استفاده می‌کند.

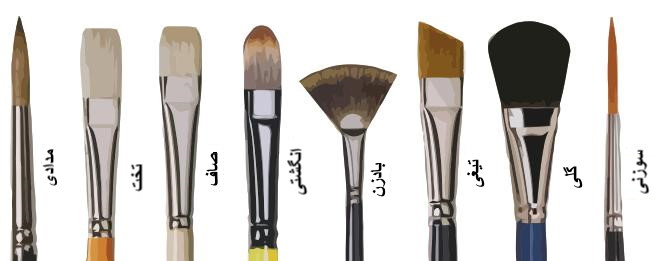
گونه‌های قلم‌مو